# Министерство коммерции, промышленности и туризма Колумбии
Министерство коммерции, промышленности и туризма Колумбии является национальным министерством исполнительного правительства Колумбии, которое занимается стимулированием экономического роста, роста торговли, туризма и промышленности. Образовано слиянием министерств внешней торговли и экономического развития.

## Министры
| Order | Term start | Term end | Ministers of Commerce, Industry and Tourism |
| ----- | ---------- | -------- | ------------------------------------------- |
| 1й    | 2002       | 2007     | Хорхе Ангуло                                |
| 2й    | 2007       | 2010     | Луис Паез                                   |
| 3й    | 2010       | Нынешний | Сергио Гуйда                                |